# Миниземля

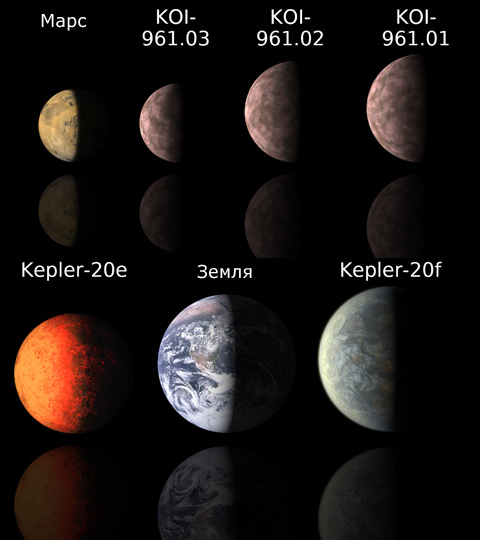
Сравнительные размеры экзопланет с Землёй и Марсом

Миниземля — планета, существенно менее массивная, чем Земля и Венера. В Солнечной системе к данному типу планет относятся Марс и Меркурий. Планеты подобного типа практически невозможно обнаружить методом лучевых скоростей из-за их малой массы, и поэтому самым эффективным на настоящее время является транзитный метод.
Если подтвердится существование карликовой планеты в системе миллисекундного пульсара PSR 1257+12, то она может стать первой открытой миниземлёй.
Объект WD 1145+017 b с размером 0,03139 радиуса Земли может оказаться или миниземлёй, или карликовой планетой в зависимости от его истинного размера, поскольку тело вращается внутри облака пыли и газа, что сильно затрудняет определение его размера.

## История открытий
20 декабря 2011 года было объявлено об обнаружении первой планеты этого класса — Kepler-20 e. Однако по размеру она скорее относится к обычным «землям» (её радиус ≈ 0,87 земного).
Ещё две планеты этого класса были открыты в декабре 2011 года у звезды KOI-55. Эти сверхгорячие экзопланеты на орбите субкарлика, сбросившего свою газовую оболочку, скорее всего пережили погружение в свою звезду и сами потеряли большую часть первоначальной массы.
В январе 2012 года на ежегодном съезде Американского астрономического общества было объявлено об открытии ещё трёх небольших экзопланет, на этот раз вокруг звезды Kepler-42. Это три миниземли с диаметром 0,78, 0,73 и 0,57 земных соответственно, обращающиеся вокруг красного карлика с периодами от 0,5 до 2 земных дней.
В феврале 2013 года астрономы, работающие с данными телескопа «Кеплер» сообщили об открытии ими двух миниземель, которые вращаются в системе Kepler-37. Одна из них, Kepler-37 b, на момент открытия является самой маленькой из всех известных планет.
В 2020 году миниземля-кандидат в экзопланеты Проксима Центавра d был открыт у ближайшей к Солнцу звезды, Проксиме Центавра.
На июнь 2014 года «Кеплер» имел 45 подтверждённых планет меньше Земли, 17 из них имеют радиус меньше 0,8 Rⴲ. Также имелось более 310 планет-кандидатов с вычисленным радиусом < 1 Rⴲ, а 135 из них — < 0,8 Rⴲ.
Миниземли обычно не имеют существенной атмосферы из-за их низкой гравитации и слабого магнитного поля, что позволяет звёздной радиации «сдувать» их атмосферы. Из-за их малых размеров, и в отсутствие значительных приливных сил на близких к родительской звезде орбитах, миниземли также обычно имеют короткие периоды геологической активности.